# RAK Studios

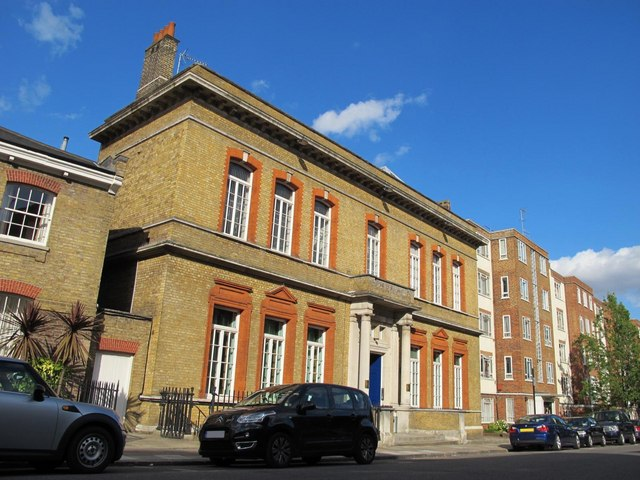
Veduta dei RAK Studios

I RAK Studios sono degli studi di registrazione situati a Regent's Park, Londra.
Fondati nel 1976 dal produttore discografico Mickie Most, i RAK sono dotati di quattro sale di registrazione. Il complesso RAK era una sede scolastica e ospitava una chiesa in epoca vittoriana.